# Classe Alpinist
 (décembre 2018).
Si vous disposez d'ouvrages ou d'articles de référence ou si vous connaissez des sites web de qualité traitant du thème abordé ici, merci de compléter l'article en donnant les références utiles à sa vérifiabilité et en les liant à la section « Notes et références ».
La Classe Alpinist  est une classe de navire collecteur de renseignements russe.

## Description
Toutes les unités de cette classe furent construites au chantier naval Leninskaya Kuznetsa Zavod, à Kiev (Ukraine), entre 1981 et 1982.

## Bateaux
Les navires en service aujourd'hui sont au nombre de 4.
- Flotte du Pacifique: 38ª Brigade navale ELINT
  - GS-7
  - GS-19
- Flotte de la Baltique: 72ª Division Navale ELINT
  - GS-39 Syzran’
  - Zhigulevsk

Une cinquième unité, la GS-8, fut démolie en 1994.